# David Černý
David Černý (Praga, 15 de Dezembro de 1967) é um escultor checo cujos trabalhos podem ser vistos em vários locais de Praga. As suas obras tendem a ser controversas, e Černý ficou muito conhecido em 1991 por pintar um tanque soviético de cor-de-rosa como memorial de guerra no centro de Praga. Como o monumento era ainda um símbolo cultural nacional à época, o seu acto de desobediência civil foi considerado como hooliganismo e Černý esteve preso, embora brevemente.

## Obras
Outra das obras de Černý em Praga é a série "Tower Babies," um conjunto de crianças a gatinhar junto à Torre de Televisão Žižkov.
Em 2005, Černý criou Shark, uma imagem de Saddam Hussein, num tanque de formaldeído. A obra foi apresentada na Bienal de Praga 2 nesse ano. Este trabalho é uma sátira directa à obra de 1991 de Damien Hirst, The Physical Impossibility of Death in the Mind of Someone Living. Em 2006, a obra foi duas vezes banida, primeiro em Middelkerke, Bélgica e depois em Bielsko-Biala, Polónia. Em relação à situação na Bélgica, o presidente municipal, Michel Landuyt, admitiu ter ficado preocupado que a sua exibição pudesse "chocar pessoas, incluindo os muçulmanos" num ano já de si marcado por tensões associadas aos cartoons dinamarqueses que retratavam o profeta Maomé. Na Polónia, as razões para a censura permanecem ambíguas.
A sua obra Entropa, criada para assinalar a presidência checa do Conselho da União Europeia durante o primeiro semetre de 2009 chamou a si controvérsia tanto pelo facto de assentar em imagens estereotipadas dos vários estados-membros, como por ser inteiramente criada por Černý e dois amigos em vez de, como fora prometido, ser resultante de colaboração entre artistas de cada um dos estados-membros.  Alguns estados-membros reagiram negativamente à imagem do seu país. Por exemplo, a Bulgária decidiu chamar o embaixador checo em Sófia para discutir a imagem do país como uma colecção de latrinas turcas.
Em 2013 cria novamente polêmica ao criar uma escultura de um grande mão com o dedo médio erguido em frente ao Castelo de Praga, residência do então presidente da República Tcheca, Miloš Zeman. A obra flutuante, colocada próxima à famosa Ponte Carlos, foi criada para protestar sobre a situação política do país.

## Galeria

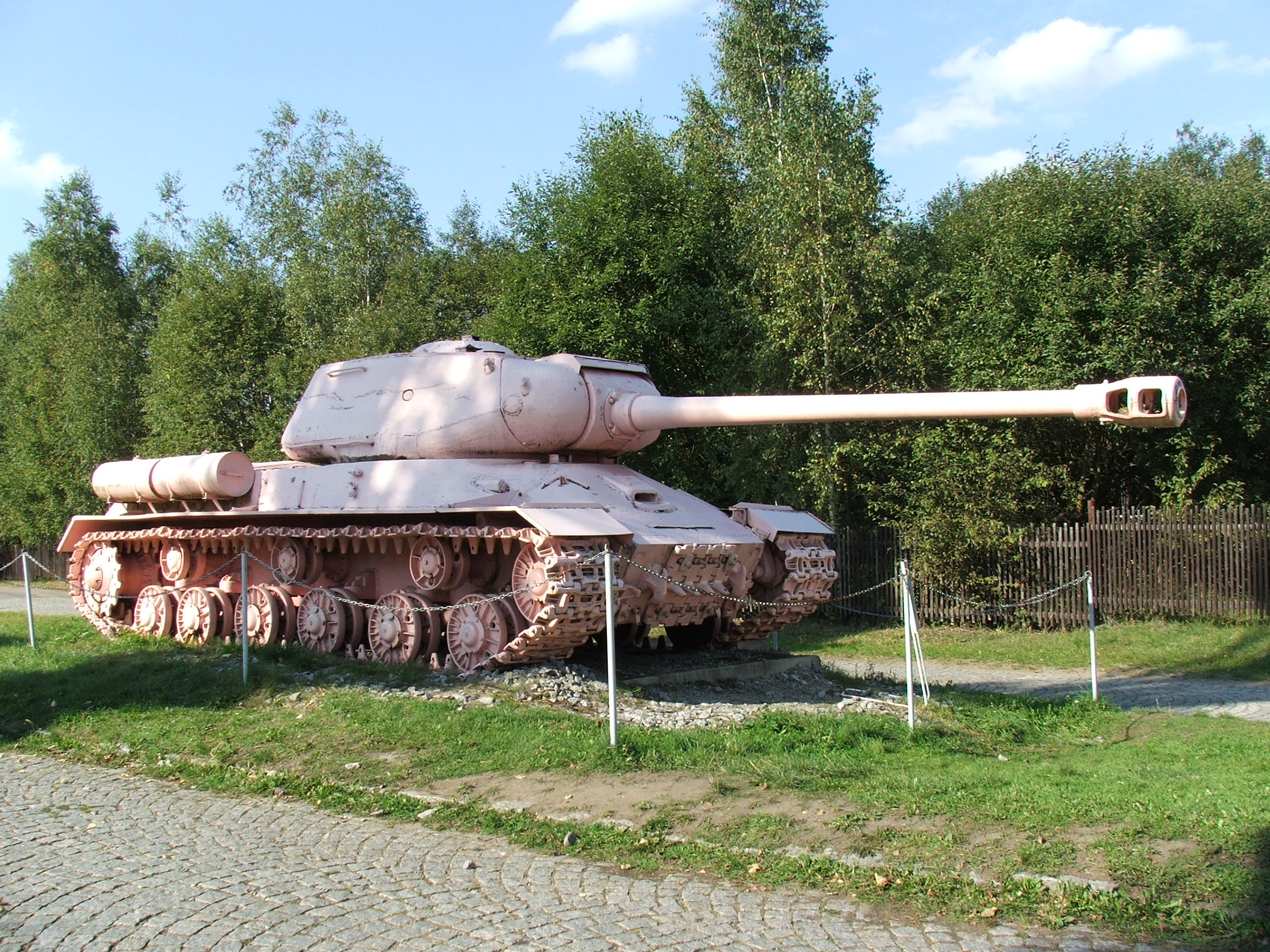
Tanque pintado de rosa em 1991.
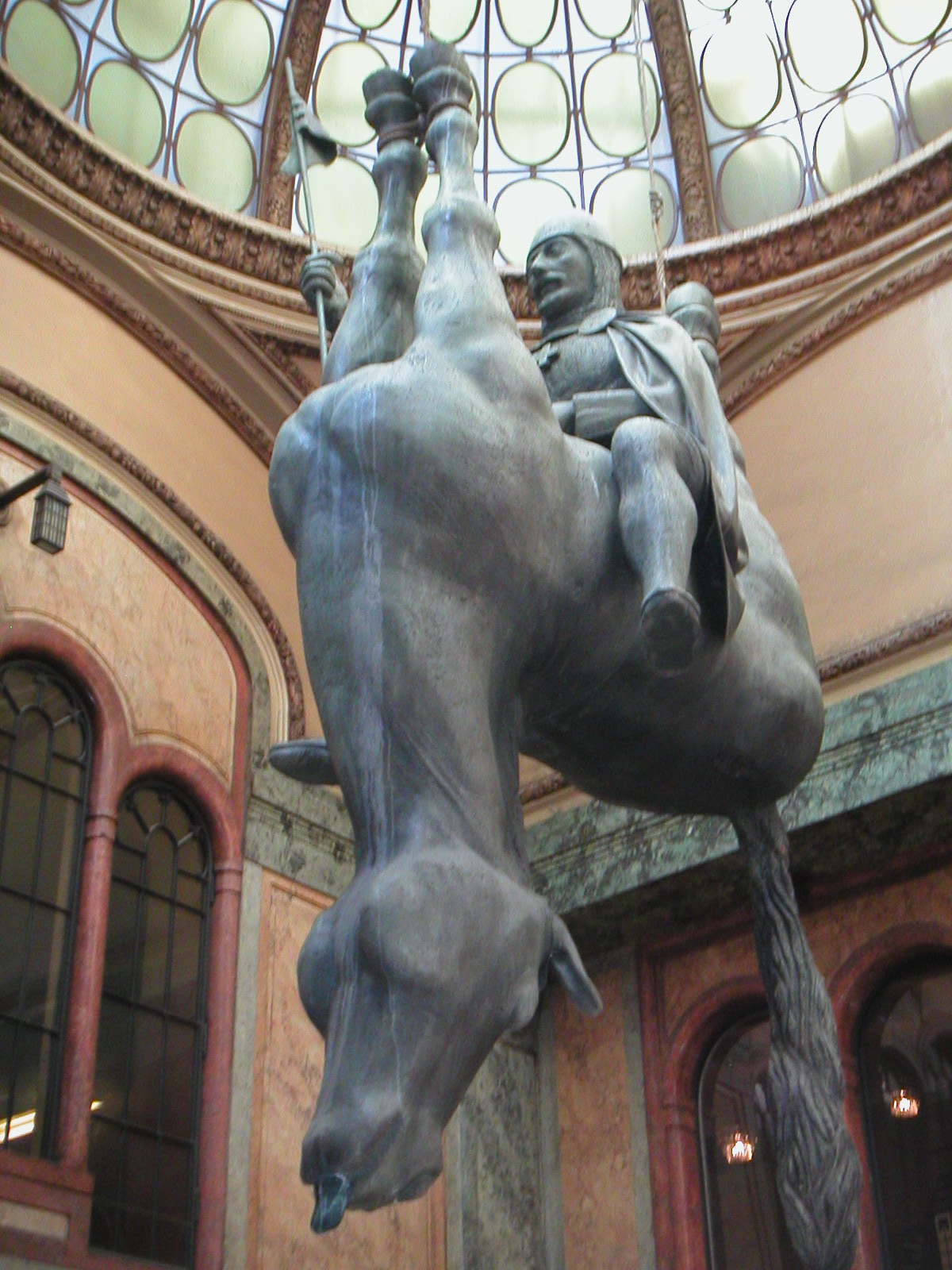
Estátuta de São Venceslau em cavalo morto. Cf. esta estátua de Josef Václav Myslbek.
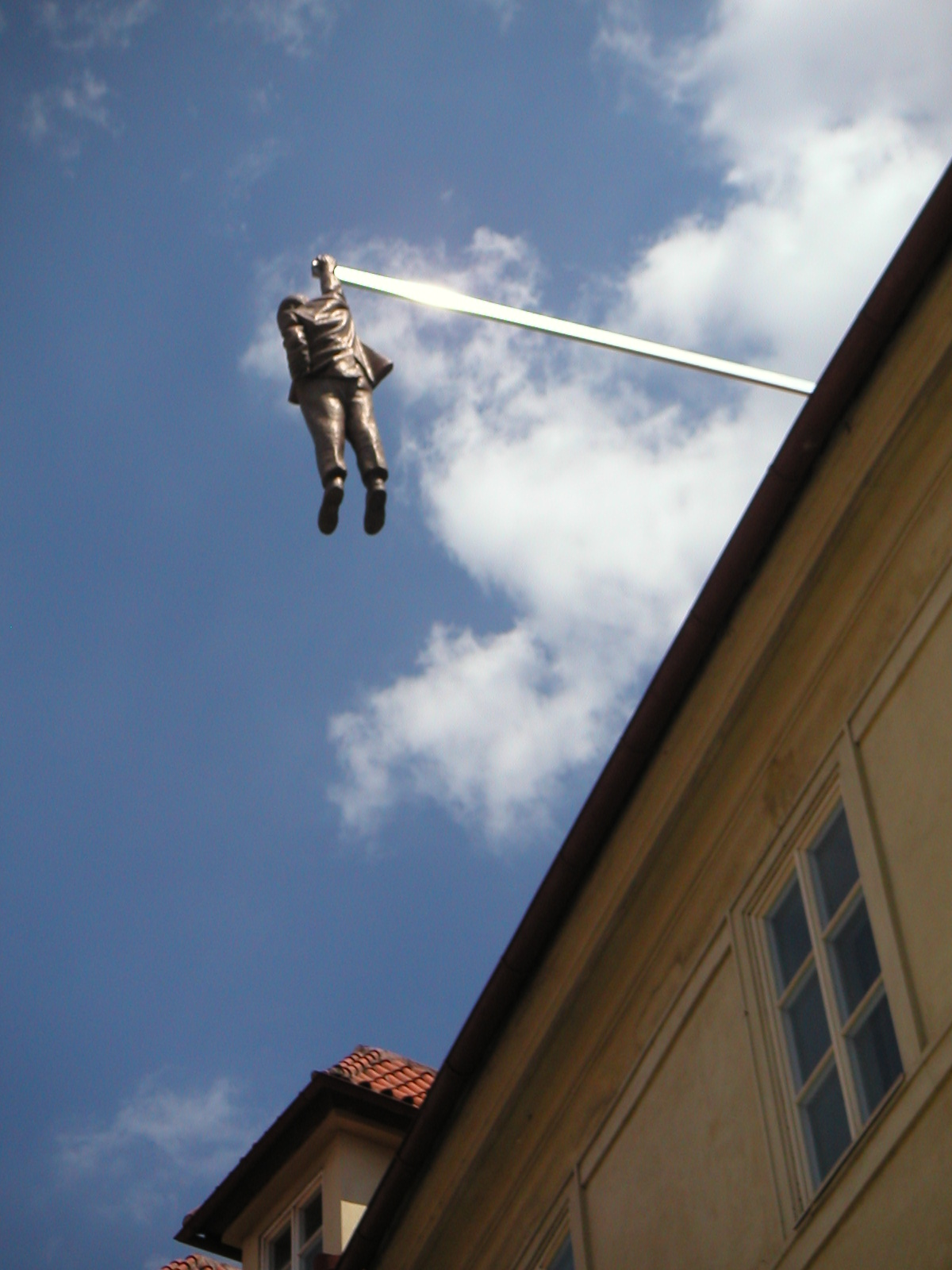
Estátua de homem suspenso por uma mão.
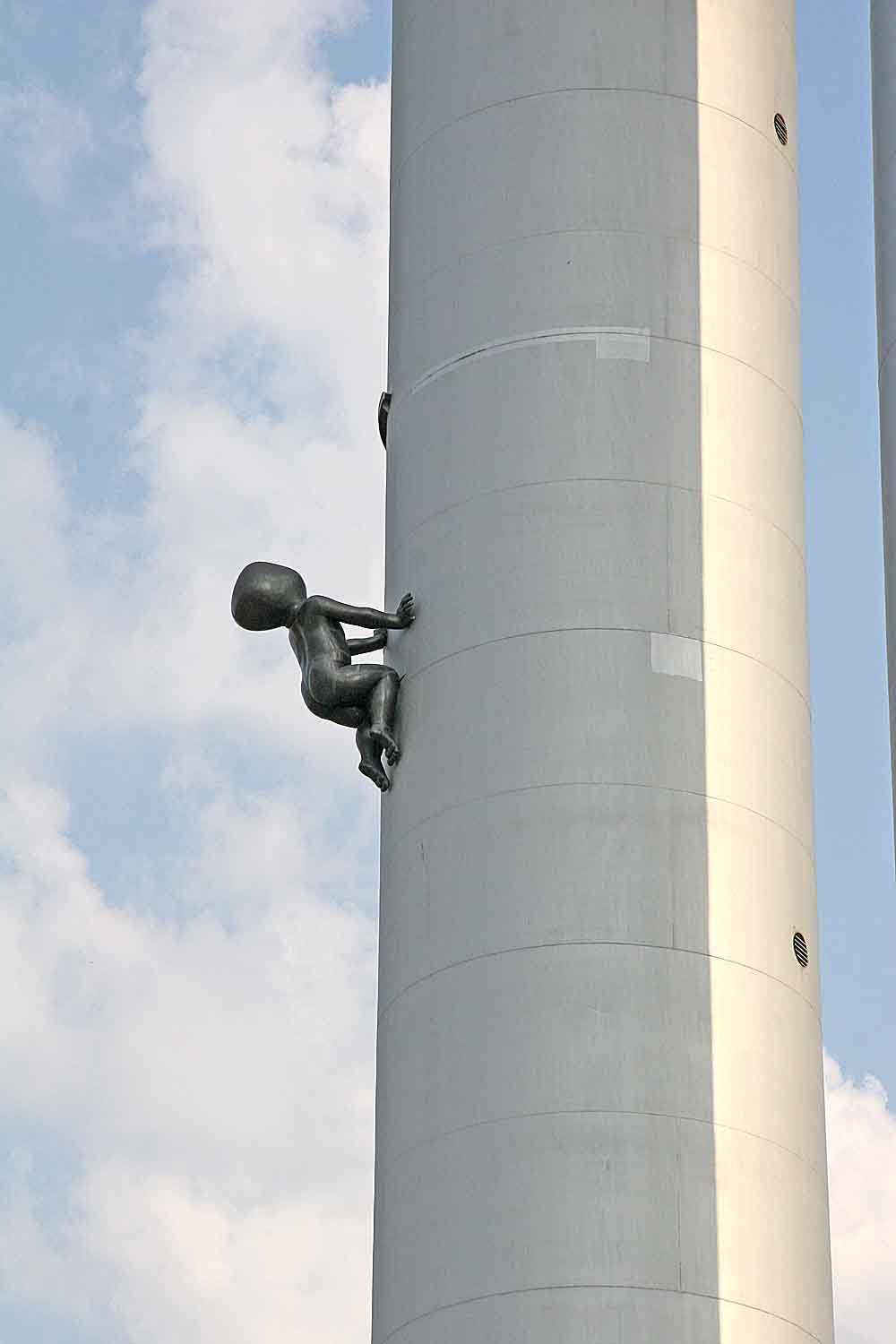
Bebé na torre.
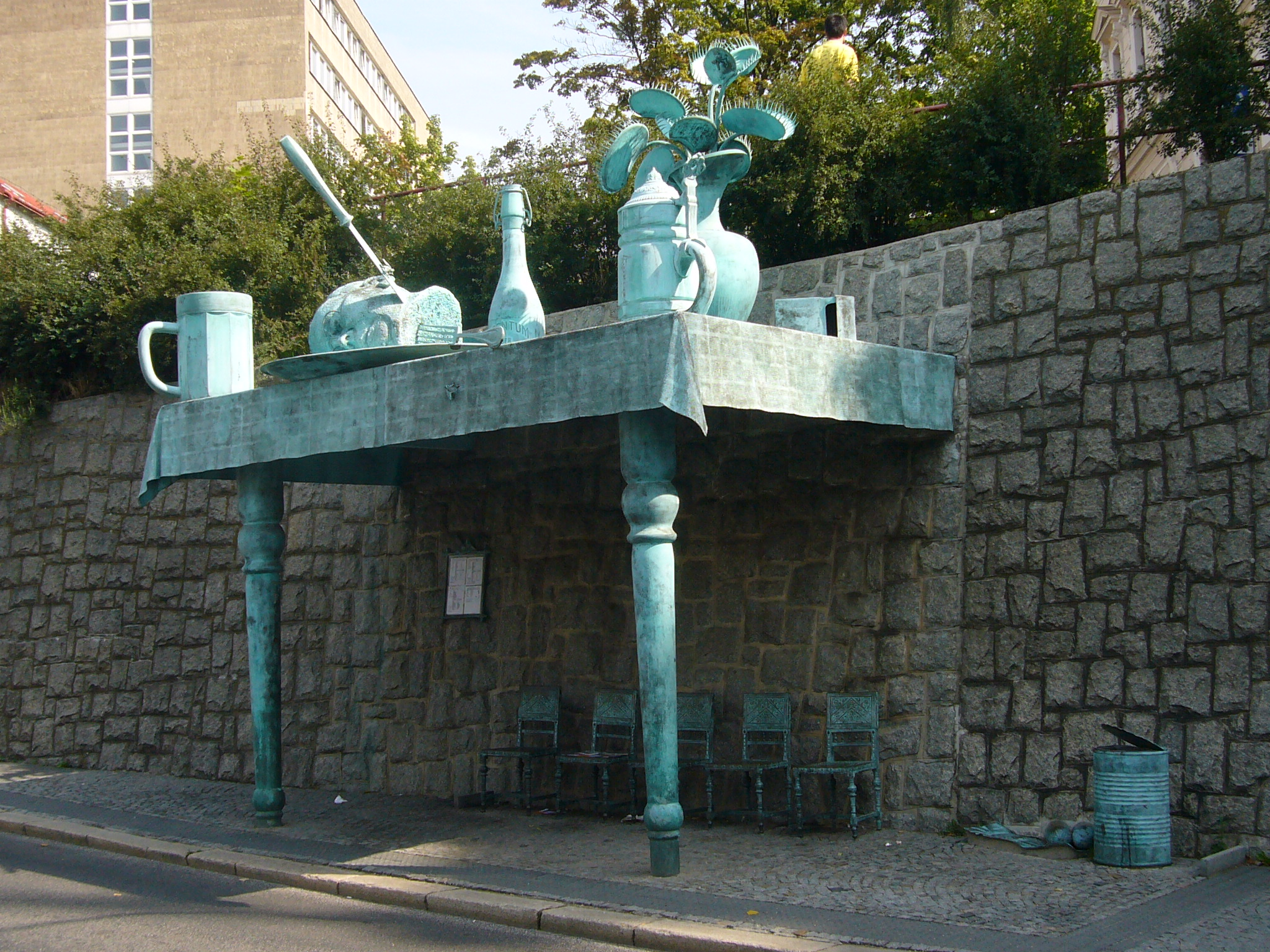
Paragem de autocarros em Liberec
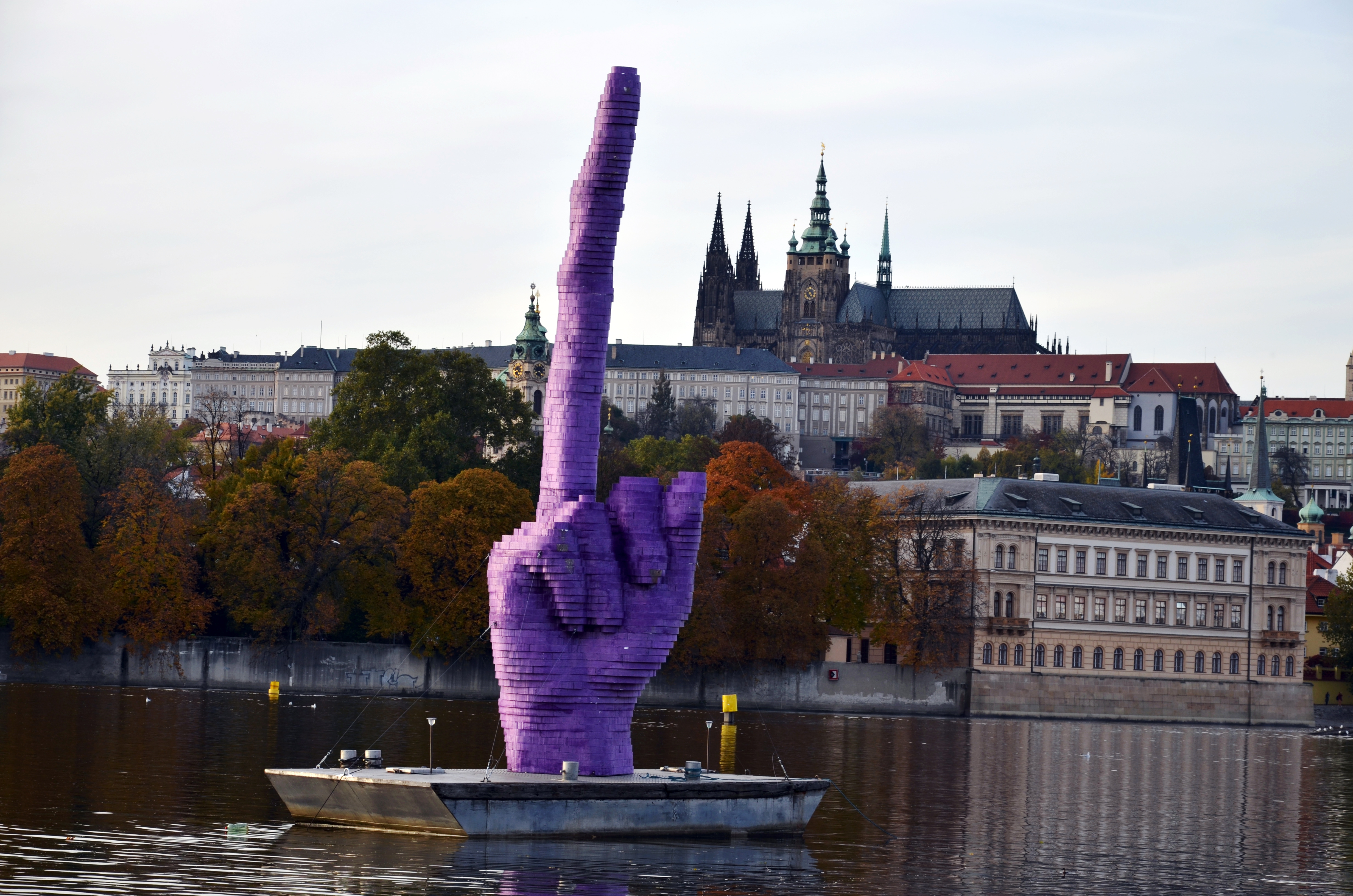
Gesture, David Černý, 21.10.2013, Praga
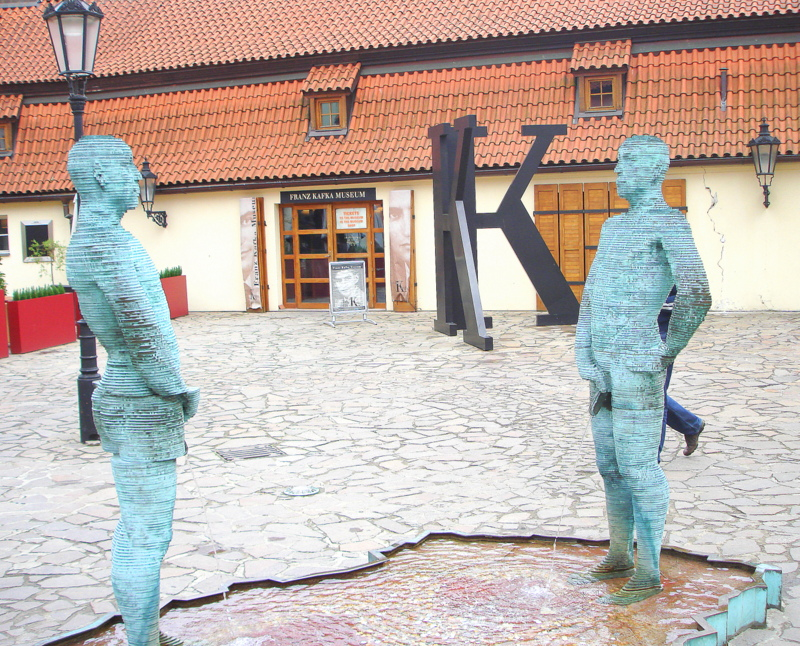
Praga